# سفارة إندونيسيا في ويندهوك
سفارة إندونيسيا في نامبيا هي التمثيلية الرسمية وسفارة إندونيسيا في نامبيا.

## مقالات ذات صلة
- سفارة إندونيسيا في موسكو
- سفارة إندونيسيا في كانبرا